# Abraham Casteleyn

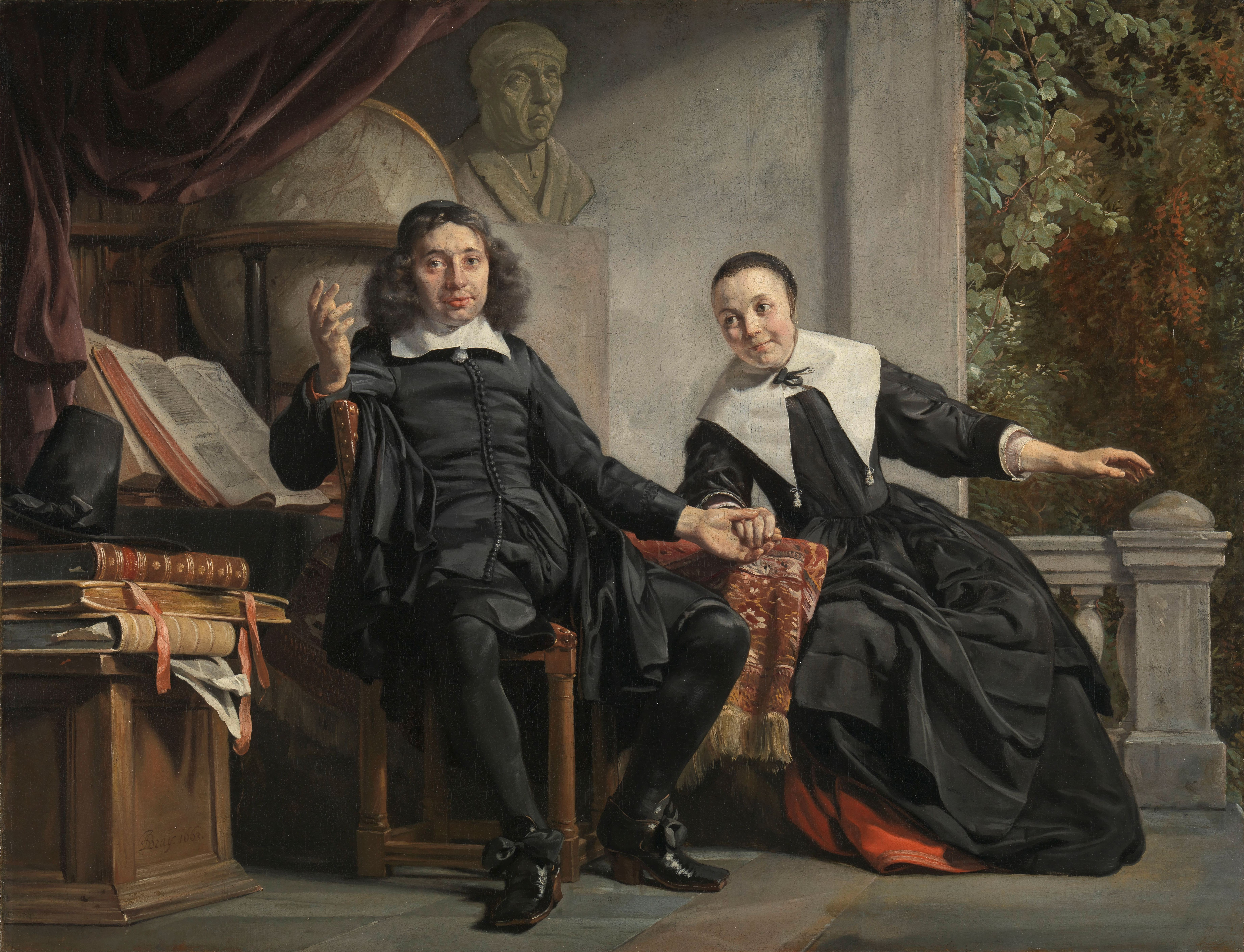
Abraham Casteleyn en zijn echtgenote Margarieta van Bancken. Jan de Bray, 1663.

Abraham Vincentszoon Casteleyn (Haarlem, omstreeks 1628 - Haarlem, 11 januari 1681) was redacteur en uitgever van de Haarlemsche Courant en stadsdrukker van Haarlem. Hij was actief in de tweede helft van de zeventiende eeuw.

## Levensloop
Abraham was de zoon van Vincent Casteleyn (ca. 1585-1658) en Maycken Jasperdr. Ze hadden zes zonen die ofwel in het boekenvak ofwel in het schildersvak terecht zijn gekomen. Vincent Casteleyn was stadsdrukker van Haarlem en hij was boekdrukker. In zijn fonds zaten vooral vertalingen van pamfletten en literaire werken. Toen Vincent Casteleyn stierf in 1658 heeft Abraham Casteleyn hem opgevolgd als stadsdrukker van Haarlem. Tot die tijd was Abraham Casteleyn al enkele jaren als drukker werkzaam. De uitgeverij waar hij werkzaam was, heette In de Blije Druck en zat aan de Grote Markt in Haarlem. Het stond bekend als een stadsdrukkerij, omdat er veel drukwerk werd gemaakt voor het stadsbestuur.
In 1653 werd Abraham Casteleyn lid van de gilde van boekverkopers in Haarlem. Toen zijn vader nog leefde, wilde Abraham Casteleyn al werk publiceren, maar pas na de dood van zijn vader in 1656 richtte hij een eigen krant op en dit werd uiteindelijk de Haarlemsche Courant. Het blad begon als weekblad onder de naam Weeckelijcke Courante van Europa. Het eerste nummer verscheen op 8 januari 1656. Twee jaar later, in 1658, is het gesplitst in de Haerlemse Saturdaeghse Courant en de Haerlemse Dinsdaeghse Courant en in 1664 is dit veranderd in Oprechte Haerlemsche Courant. Abraham wilde laten zien dat zijn courant de enige echte courant was in Haarlem. Op 16 september 1664 kreeg Abraham dan ook een monopolie om in Haarlem deze courant uit te geven. Vandaag de dag is deze krant de oudste krant die nog onder dezelfde naam verschijnt.
Abraham Casteleyn was een echte zakenman en ondernemer. Hij kreeg een grote naam doordat hij bekend stond als de eerste echte krantenuitgever van Nederland. Door zijn omgeving werd het idee geschapen dat Abraham het zo druk had met zijn krant dat hij weinig drukwerk en stadsdrukwerk heeft verzorgd.
In juli 1737 werd de Oprechte Haerlemsche Courant verkocht aan Izaak en Johannes Enschedé. Zij waren toen ook stadsdrukker.

## Persoonlijk
Abraham was doopsgezind. Hij is op 19 april 1661 met de Amsterdamse Margaretha van Bancken (Amsterdam, 1628 - Haarlem, 1694) getrouwd. In 1665 werd hun zoon Gerard Casteleyn geboren. Toen Margaretha weduwe in 1681 werd, heeft zij het bedrijf van Abraham overgenomen. Toen zij overleed heeft hun zoon het bedrijf overgenomen. Hij was opgeleid als jurist.

## Werken uitgegeven door Abraham Casteleyn
- Sal de Bray, Bedenckingen over het uytleggen en vergrooten der Stadt Haerlem. Haarlem, 1661.
- Reglement ende ordre des Sanders op de Sandt-vaert van Gabr. Marselis. Haarlem, 1662.
- Hugo de Groot, Voor de waerheyt des Christelycken Godsdienst. Op nieuws vertaling. Haarlem, 1667.
- Phil. Munckeri, Oratio inauguralis explicans quaenam res potissimum ad bonam scholam requirantur. Haarlem, 1668.
- Hollandsche Mercurius. Haarlem, 1677 e.v.